# Estação Danube
Danube é uma estação da linha 7 bis do Metrô de Paris, localizada no 19.º arrondissement de Paris.

## História
A estação foi aberta em 1911. Ela se situa na então place du Danube, que foi renomeada place Rhin-et-Danube em 1951.
Em 2011, 679 746 passageiros entraram nesta estação. Ela viu entrar 600 883 passageiros em 2013, o que a coloca na 298ª posição das estações de metro por sua frequência em 302.

## Serviços aos Passageiros

### Acesso

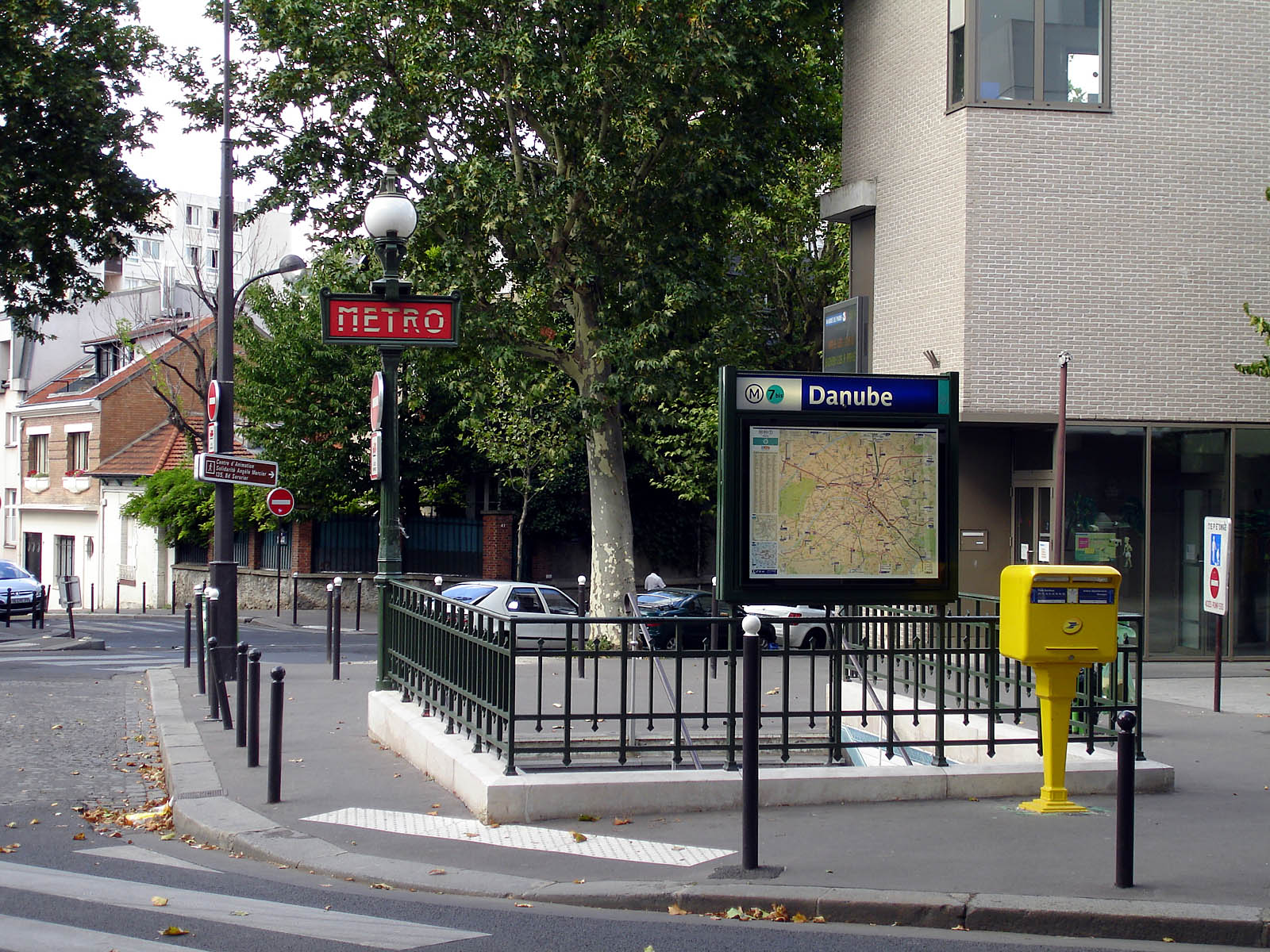
A entrada da estação, place Rhin-et-Danube.

A estação tem um único acesso situado na place Rhin-et-Danube.

### Plataforma

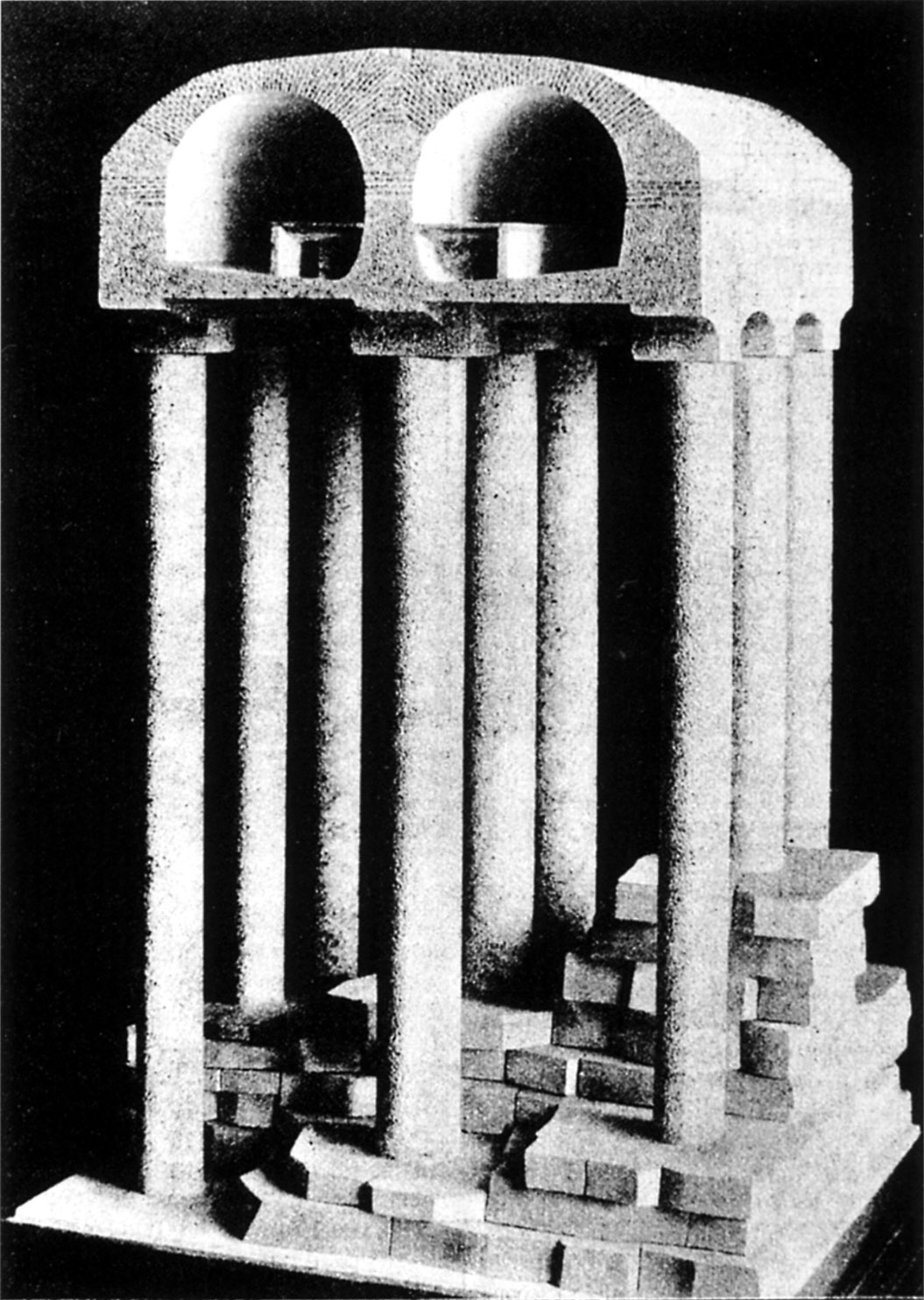
A estação subterrânea Danube é construída em um viaduto, estabelecido em antigas pedreiras de gesso.

A estação comporta duas abóbadas paralelas e duas plataformas que comunicam; as passagens de comunicação são no entanto muradas ou fechadas por grades. Apenas uma está em serviço para os trens em direção a Louis Blanc desde que a linha 7 bis passa aqui em circuito. A segunda plataforma é cercado por uma via de garagem.
Esta estação apresenta a particularidade de ser construída sobre fundações na forma de pilares que descem a mais de trinta metros para manter apoio em solo firme, o que a torna um verdadeiro viaduto subterrâneo. O nível do trilho se situa a 33,49 metros acima do solo firme. Estas fundações foram necessárias devido à inconsistência do terreno (pedreiras, aterros instáveis, etc.).
A decoração da plataforma aberta ao público é do estilo utilizado pela maioria das estações de metrô: as faixas de iluminação são brancas e arredondadas no estilo "Gaudin" da renovação do metrô da década de 2000, e as telhas em cerâmica brancas chanfradas cobrem os pés-direitos, os tímpanos, a abóbada e as saídas dos corredores. Os quadros publicitários são metálicos e o nome da estação é na fonte Parisine em placas esmaltadas. Os assentos, de cor vermelha, são de um modelo atípico que não se encontra em nenhum outro lugar da rede; alguns, no entanto, foram substituídos por assentos estilo "Motte" de cor roxa.

### Intermodalidade
A estação é servida pela linha 75 da rede de ônibus RATP.

## Curiosidades
A Butte Beauregard, também chamada de Quartier de la Mouzaïa ou d'Amérique, é um grupo de villas no meio de pequenas ruas de pedestres. Não muito longe da entrada do metrô, no 46, rue du Général-Brunet se encontra o Hameau du Danube, via privada em forma de Y composta de 28 pavilhões.